# Eutrope Bouret
Pour les articles homonymes, voir Bouret.
Eutrope Bouret, né le 16 avril 1833 à Paris et mort le 30 septembre 1906 dans le 11e arrondissement de la même ville, est un sculpteur français.

## Biographie
Eutrope Bouret naît le 16 avril 1833 à Paris au 5, rue au Maire. Il est le fils de Charles-Louis Bouret, monteur en bronze, et de Catherine Rigaud, couturière. Élève de Louis-Charles-Hippolyte Buhot, il débute au Salon de 1875, obtient une mention honorable en 1885 avec une statue en marbre représentant Psyché au tribunal de Vénus, et continua d'exposer presque chaque année jusqu'en 1903. Son buste en bronze d'Alexis Bouvier orne la sépulture du romancier au cimetière du Père-Lachaise à Paris.
Il meurt en 1906. Il demeurait alors à Paris au 28, rue Fontaine-au-Bois, et faisait partie de la Société des artistes français.

## Œuvres dans les collections publiques
- Paris, cimetière du Père-Lachaise : Alexis Bouvier, buste ornant la tombe du romancier.